# درس خصوصي (فلم 2005)
درس خصوصي فيلم مصري من إنتاج عام 2005.

## قصة الفيلم
في فترة الخمسينات يتغيب أحد الشباب ويترك أولاده وتحدث له مفاجأة ثم يعود في عام 2005 ليجد أولاده قد كبروا بينما هو لازال في سن الشباب فتحدث الكثير من المفارقات النابعة من الاختلافات بين الازمنة وتتوالي الأحداث في قالب كوميدي .

## بطولة
- محمد عطية
- هنا شيحة
- حسن حسني
- صلاح عبد الله
- هالة فاخر
- حجاج عبد العظيم
- شريف سلامة
- نرمين ماهر

## روابط خارجية
- مقالات تستعمل روابط فنية بلا صلة مع ويكي بيانات